# Grapsus grapsus
Pour les articles homonymes, voir Sally-pied-léger.
Espèce
Grapsus grapsus, appelé parfois Sally-pied-léger ou Crabe rouge de rocher (de l'anglais Sally lightfoot ou red rock crab), est une espèce de crabes de la famille des Grapsidae.

## Description
Grapsus grapsus est un crustacé décapode brachyoure typique, à cinq paires de pattes, les deux avant portant de petites pinces symétriques (griffes). Les autres pattes sont larges, plates et se terminent en pointes incurvées permettant de s'agripper. La carapace ronde et plate du crabe mesure un peu plus de 8 centimètres. Les jeunes G. grapsus après métamorphose sont de couleur noire ou brun foncé et sont bien camouflés sur les côtes de lave noire des îles volcaniques, comme les Galápagos. Les adultes sont de couleur assez variable : certains sont brun-rouge atténué, d'autres marbrés ou tachetés de brun, de rose ou de jaune ; la face ventrale et la base des pattes présentent souvent des coloris bleu clair.

## Répartition
G. grapsus se rencontre sur les côtes américaine de l'océan Pacifique oriental et a été collecté par Charles Darwin lors de l'escale aux Galápagos du HMS Beagle.
Il peut être observé le long de toute la côte de l'Amérique du Sud, de l'Amérique centrale et du Mexique, ainsi que des îles voisines. Il est l'une des nombreuses espèces bien connues des îles Galápagos, et est souvent présent sur les photos et les films de l'archipel.
Ce crabe est aussi présent sur la côte Est américaine et dans la zone caraïbe où il présente souvent une livrée plus sombre.
Grapsus adscensionis occupe dans l'Est de l'océan Atlantique (côte africaine) la place que Grapsus grapsus tient dans le Pacifique et l'ouest de l'Atlantique.

## Éthologie
Cette espèce vit sur les rochers de l'étage médiolittoral des rivages, dans la zone battue par les vagues, qui monte et descend au fil des marées. Il s'y nourrit principalement d'algues, prélevant parfois d'autres matières végétales et des animaux morts. C'est un crabe agile, capable de sauter et par conséquent difficile à attraper. Il est la proie de la murène Echidna catenata, des pieuvres et de l'homme, mais étant peu charnu et peu goûteux, il est surtout utilisé comme appât par les pêcheurs,.
Aux îles Galápagos, G. grapsus peut entrer en symbiose de nettoyage avec les iguanes marins Amblyrhynchus cristatus qu'il débarrasse des tiques.

## Étymologie
Le nom scientifique signifie « aggrippé » en latin ; le surnom anglo-français « Sally-pied-léger » proviendrait d'une agile danseuse antillaise du XXe siècle.

## Galerie

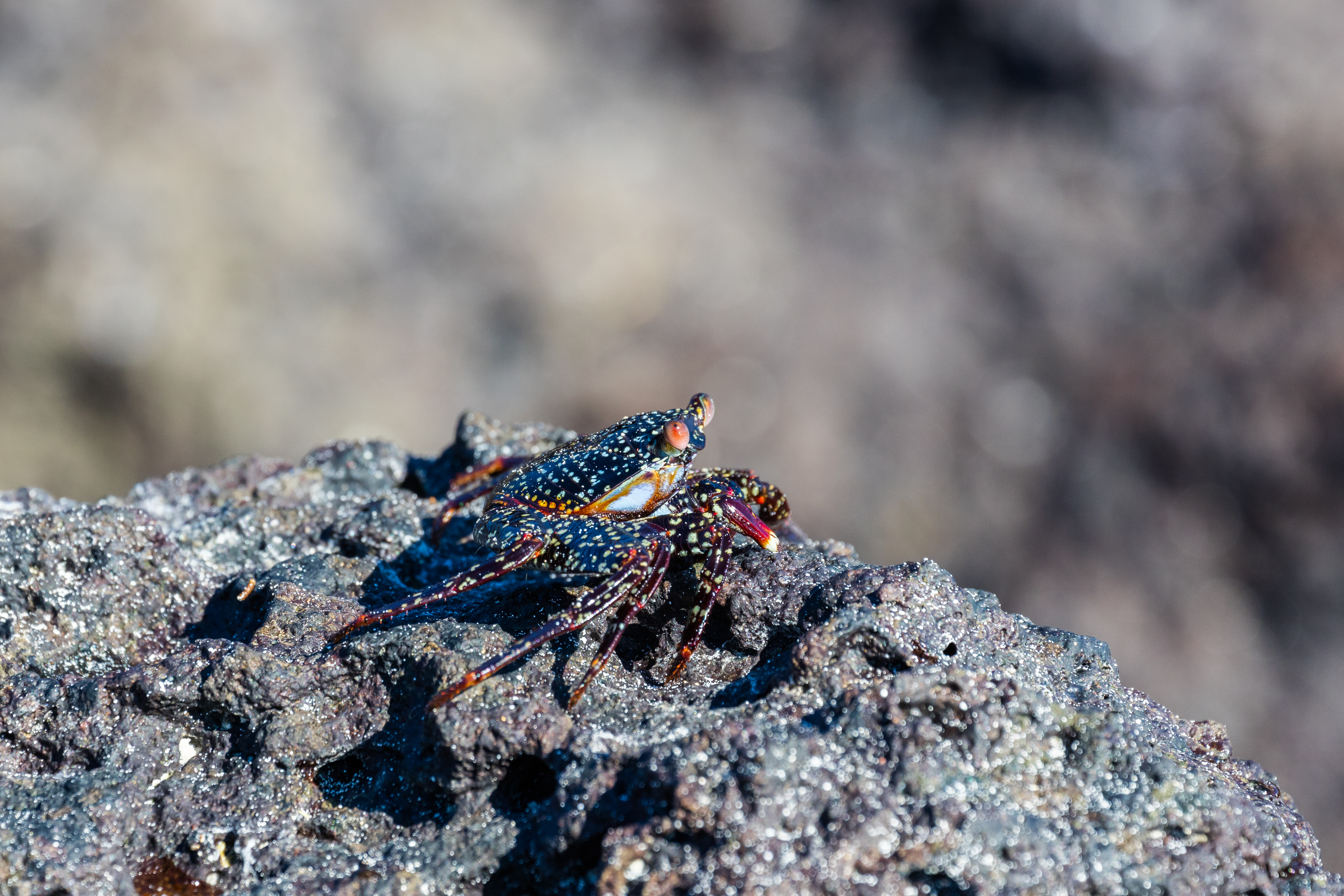
Juvénile, Cerro Brujo, île San Cristóbal, Galápagos, Équateur.
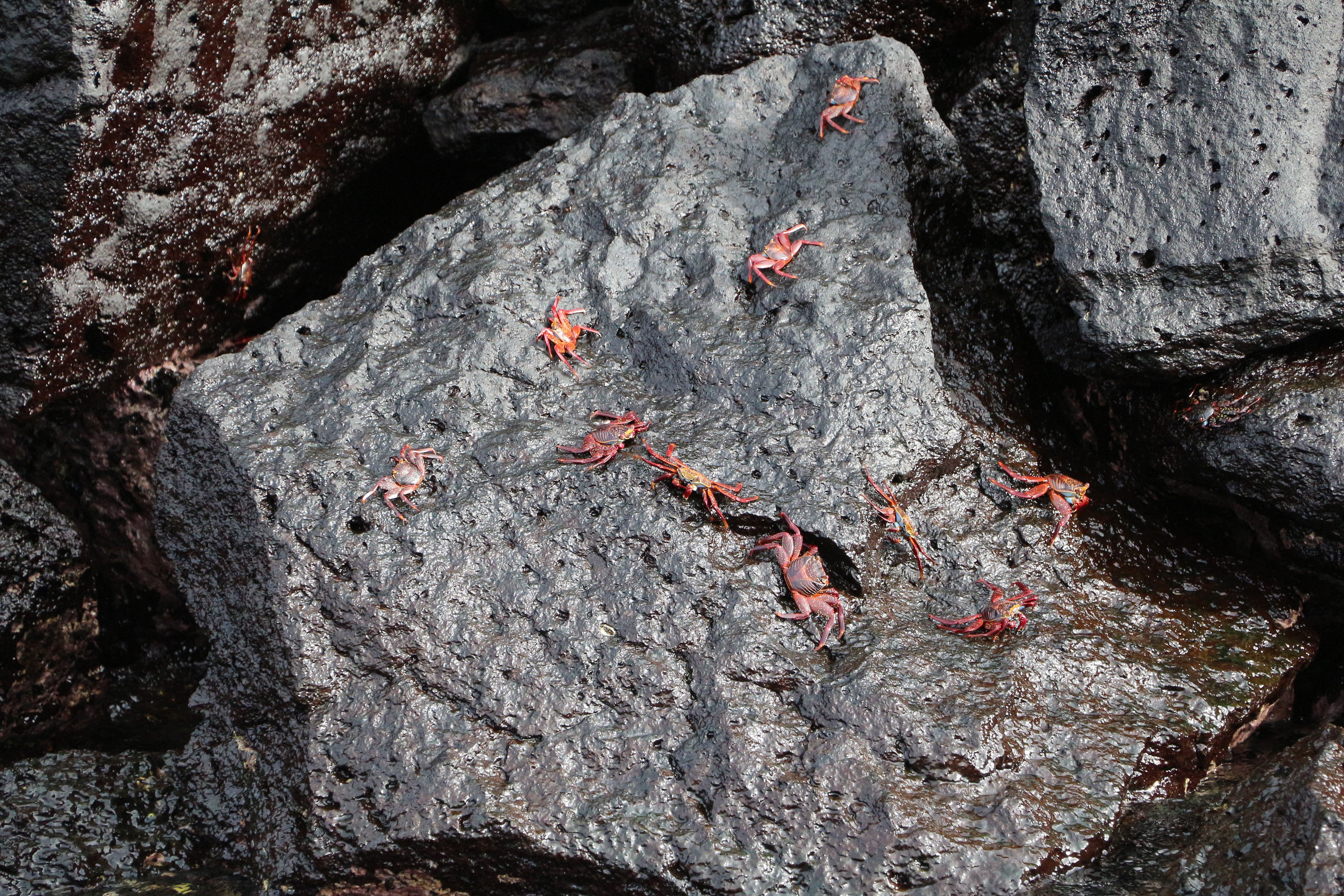
Grapsus grapsus sur l'Île Santa Fé.
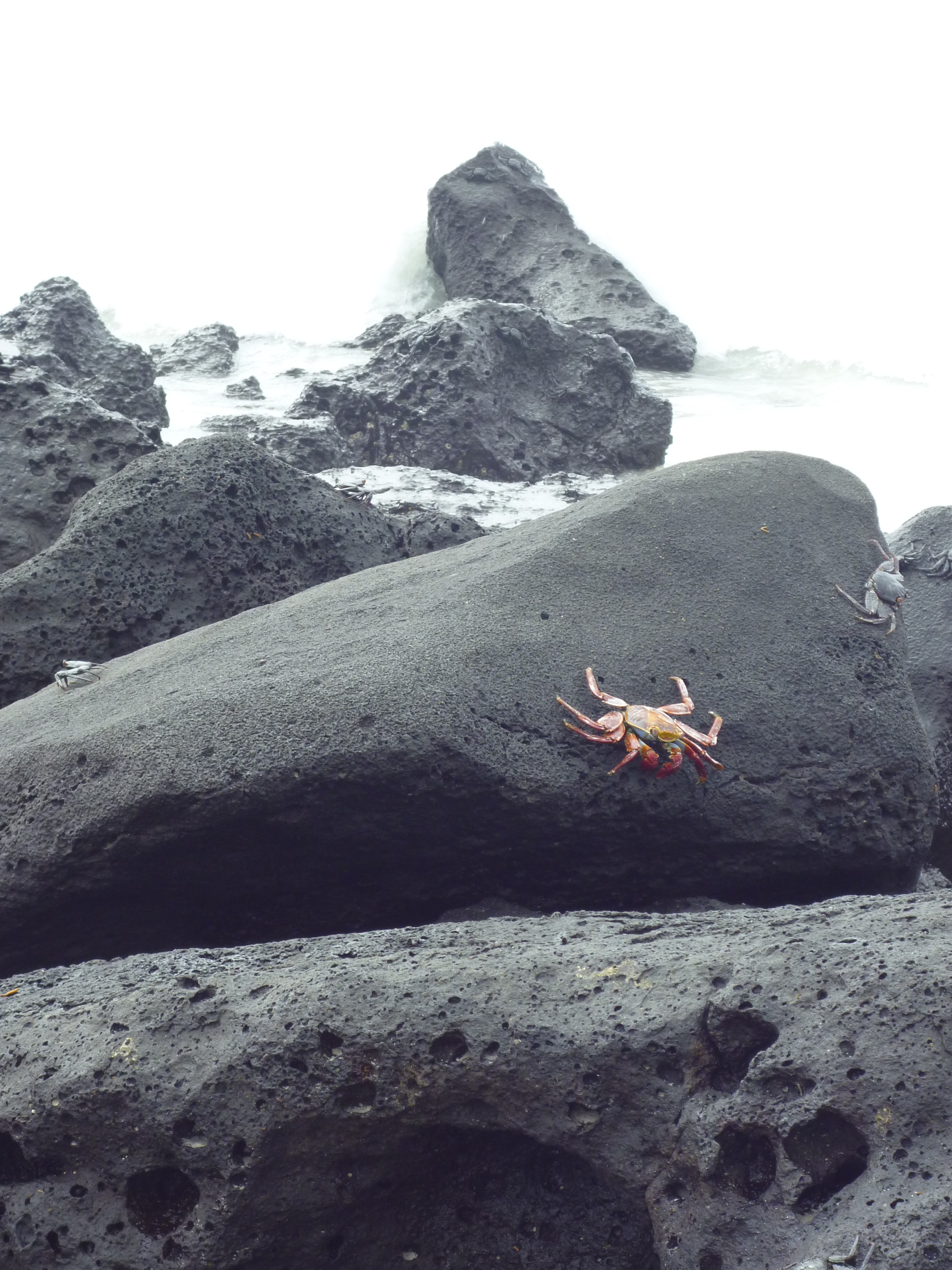
Grapsus grapsus, île Santa Cruz.
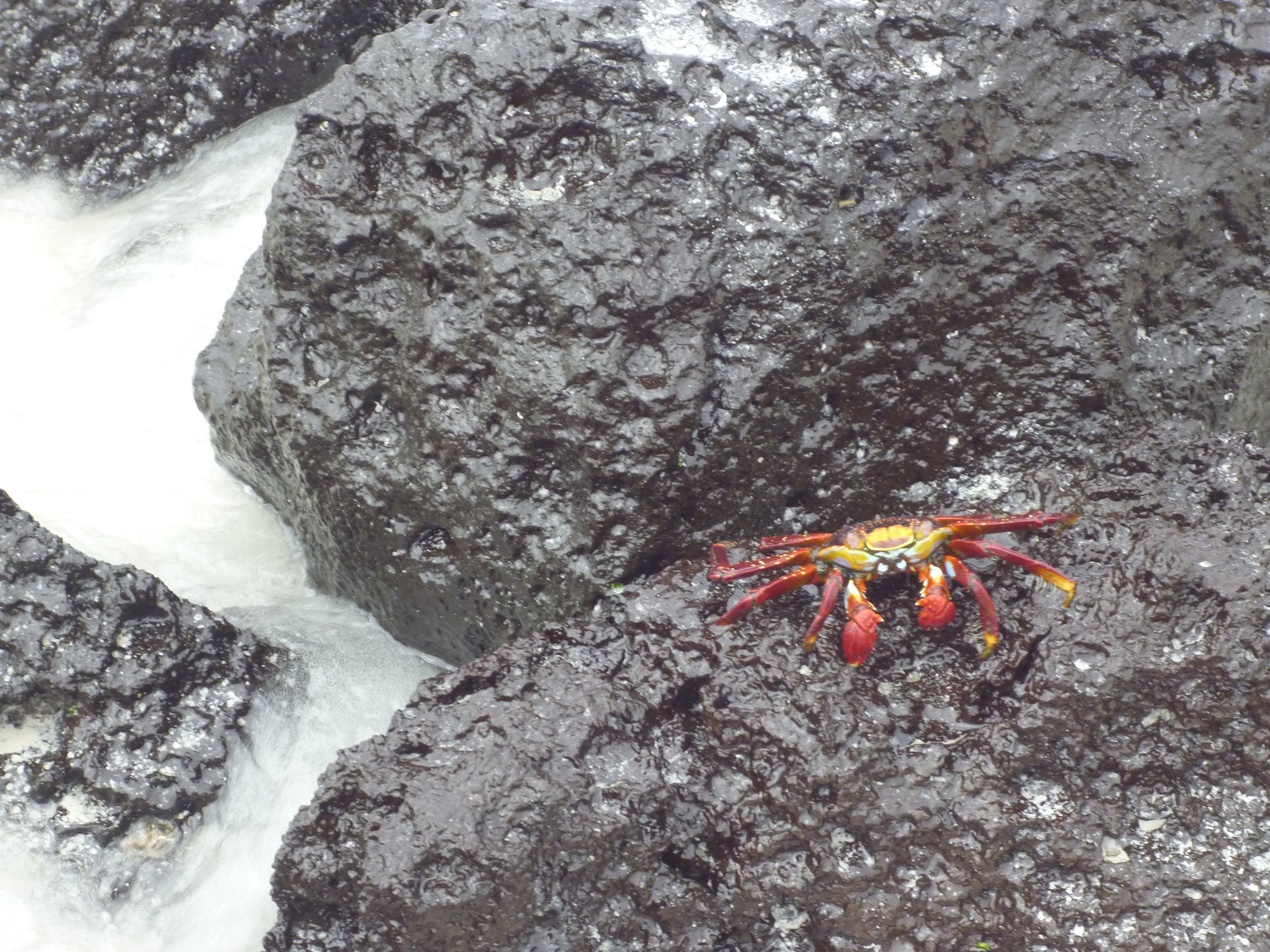
Grapsus grapsus, île Santa Cruz.
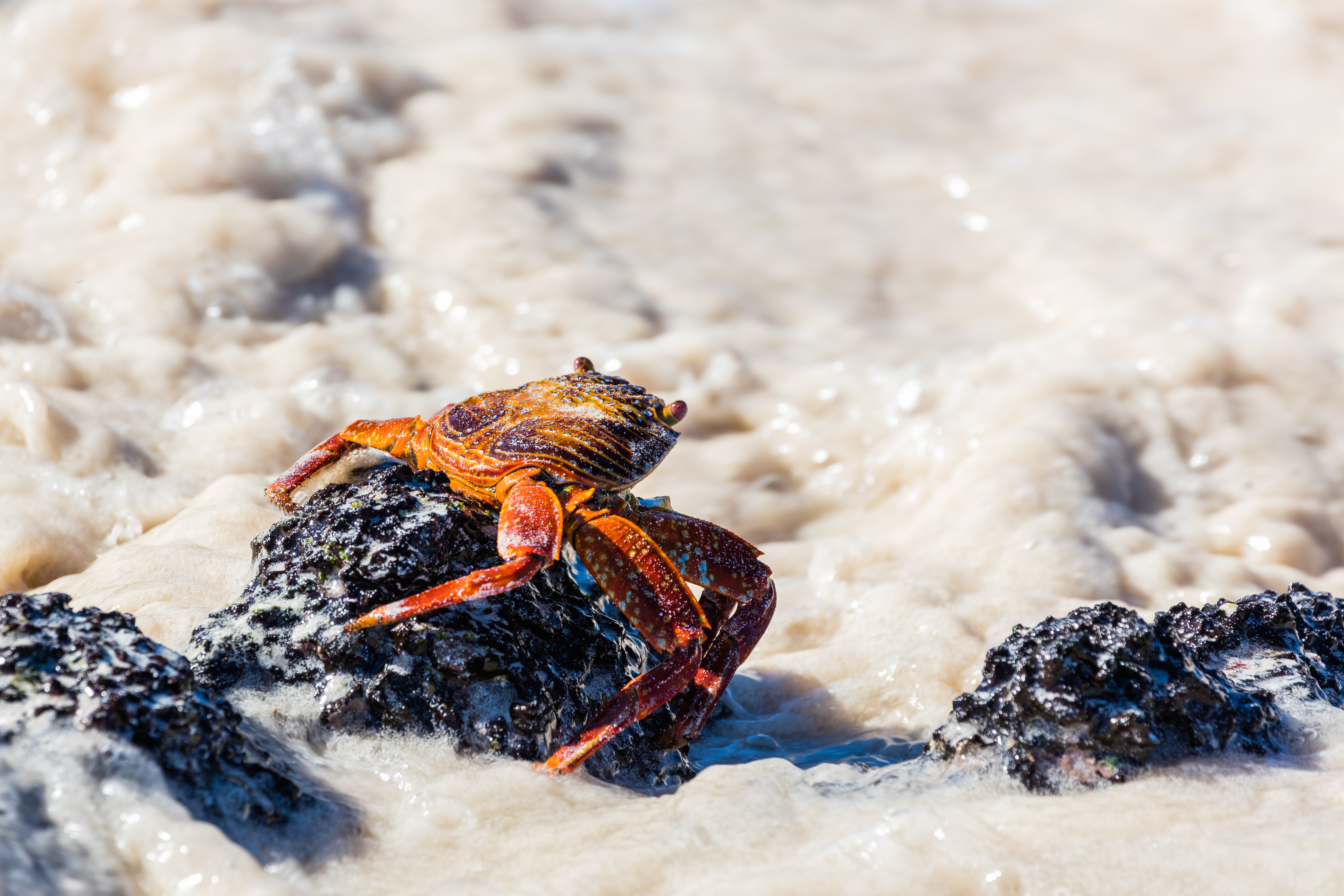
Grapsus grapsus dans l'écume, aggripé au substrat, Cerro Brujo, île San Cristóbal.
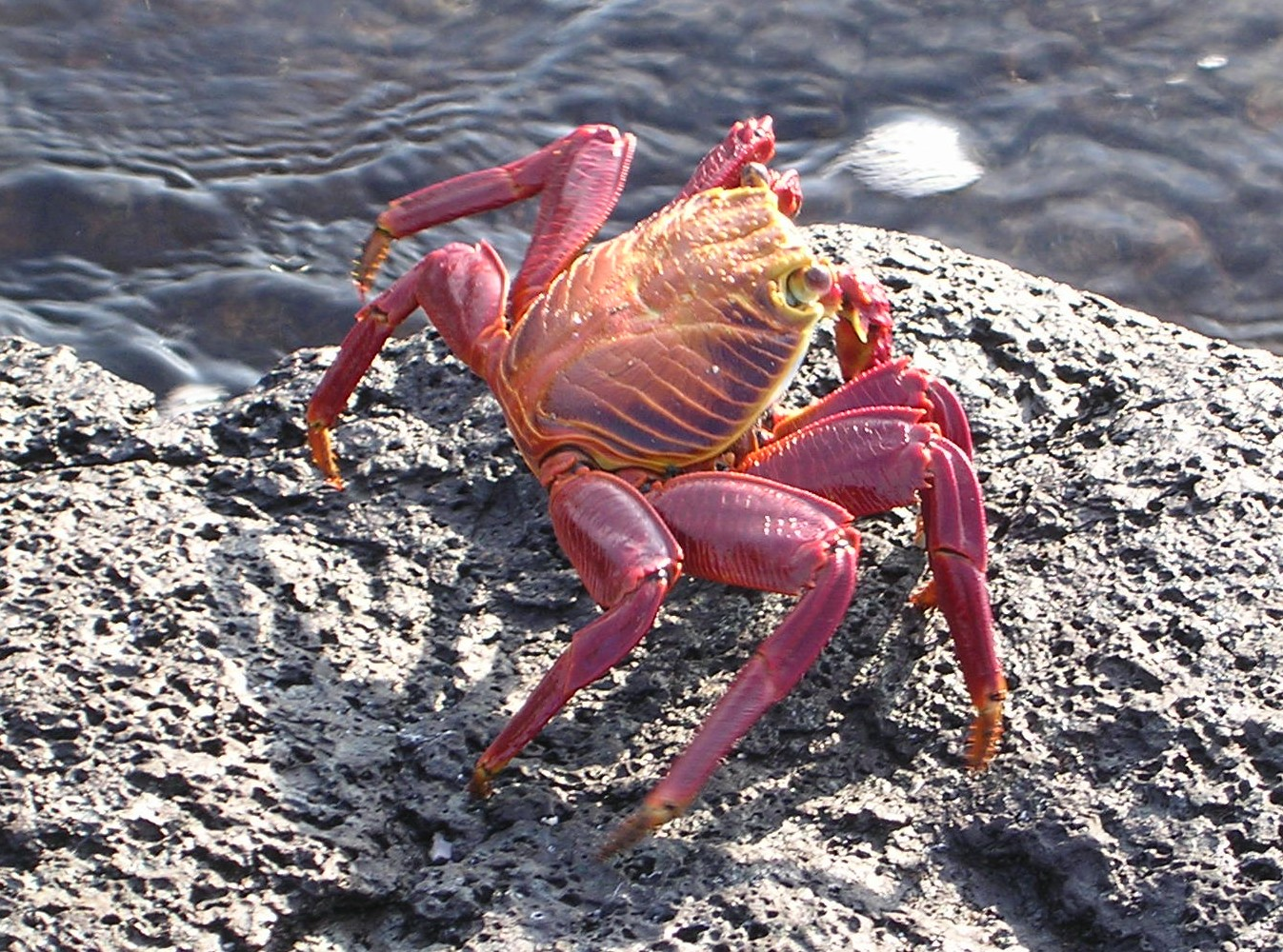
Différentes…
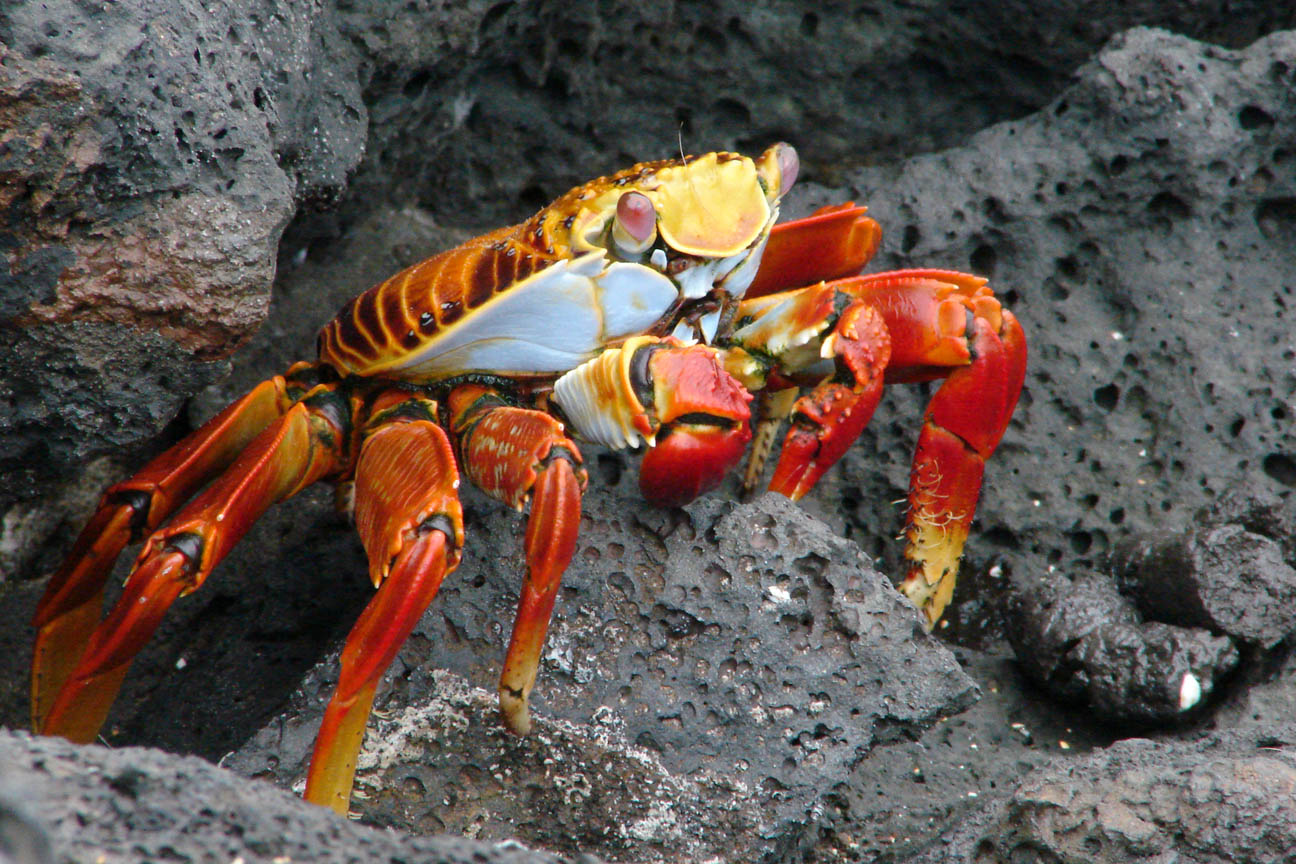
postures…
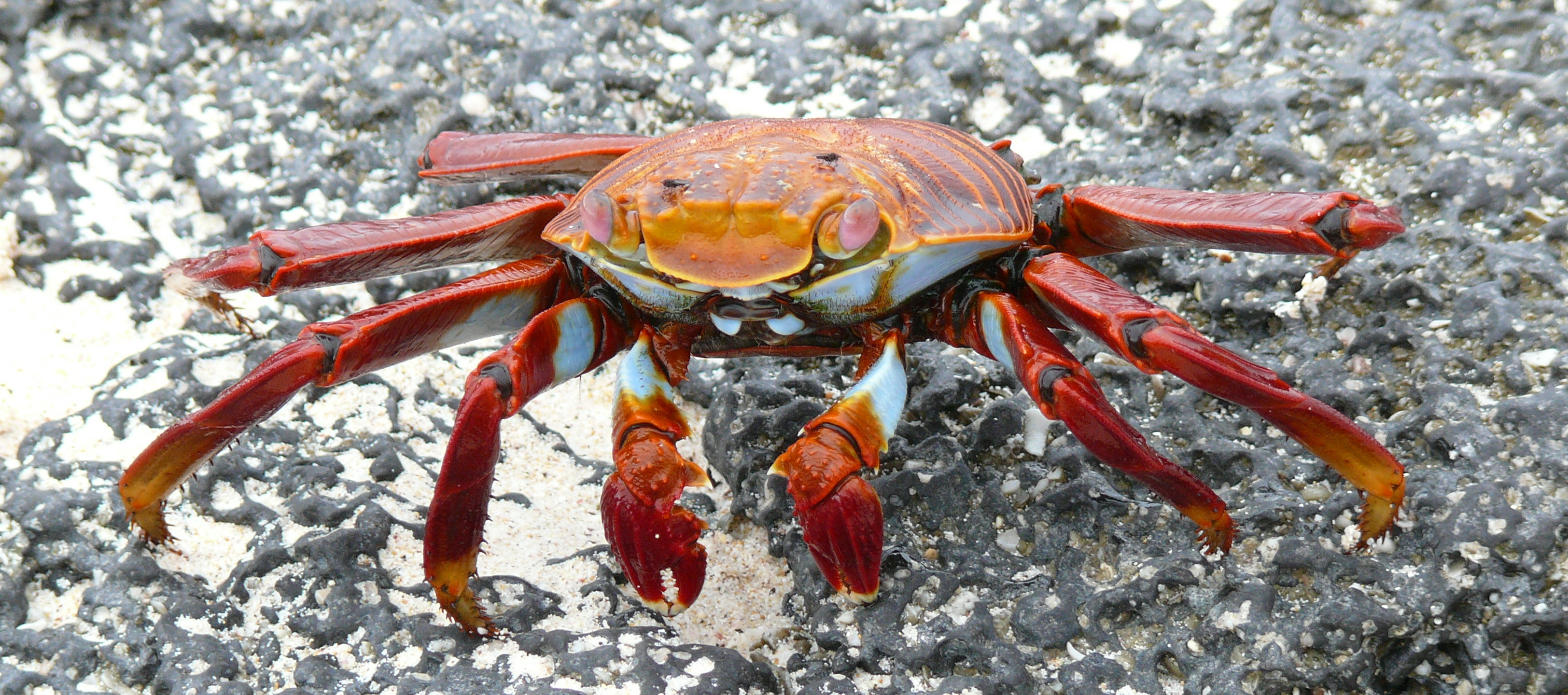
du crabe rouge…
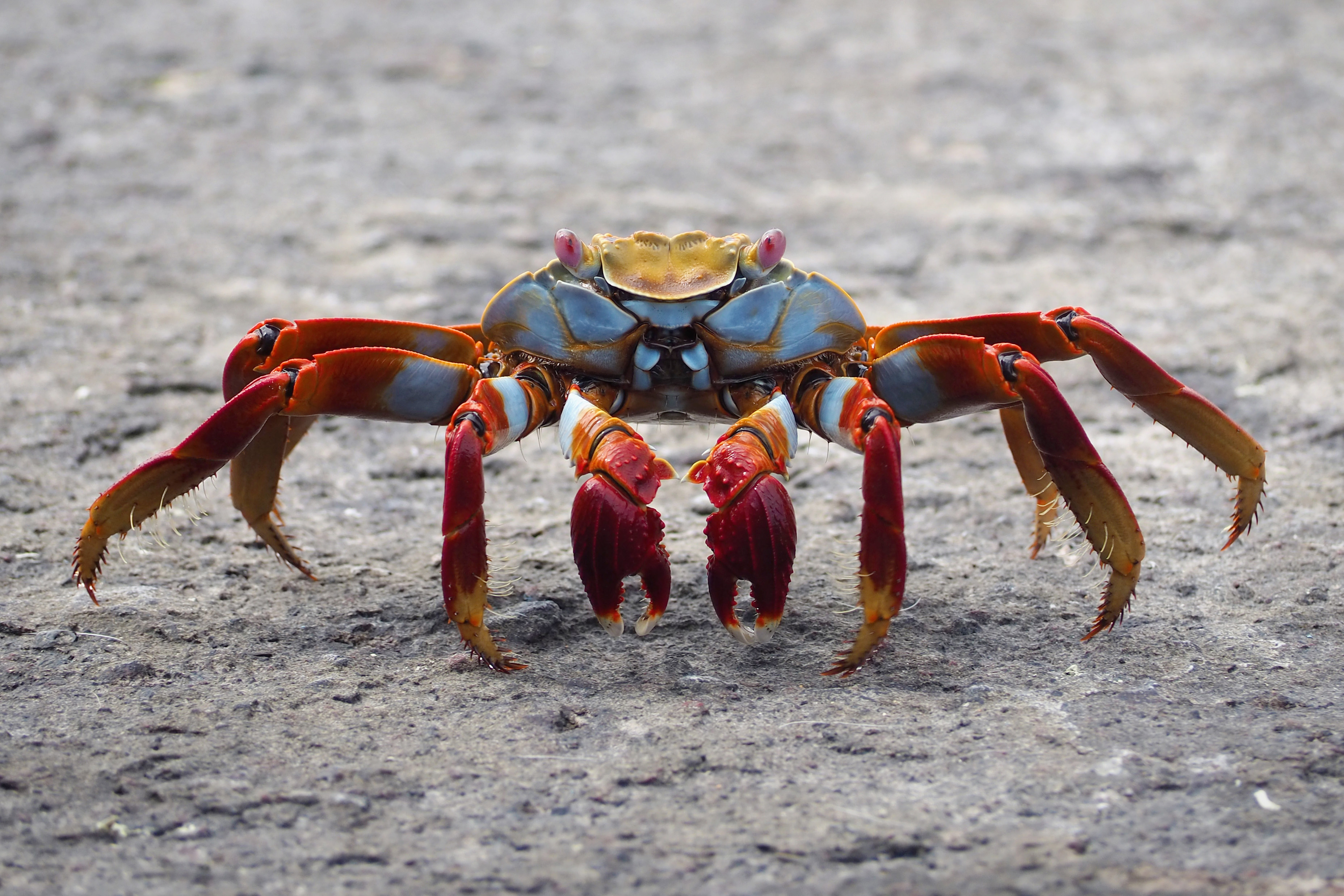
Grapsus grapsus.